# 敖家村 (卢氏县)
敖家村，中华人民共和国河南省三门峡市卢氏县徐家湾乡所辖的一个行政村。位于乡驻地以南8.5公里，全村257户，898人，分为14个居民组。有耕地855亩。  行政区划代码411224208210。